# 烏尼翁縣

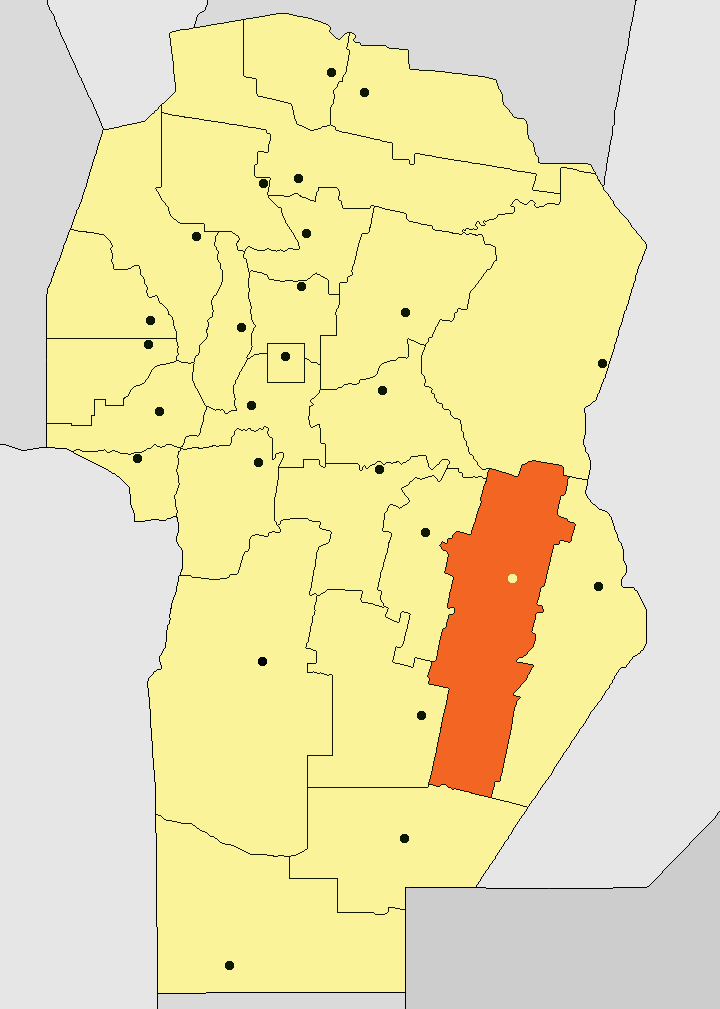

32°38′S 62°46′W / 32.633°S 62.767°W
烏尼翁縣（西班牙語：Departamento Unión），是阿根廷的縣份，位於該國中部科爾多瓦省，首府設於貝爾維爾，面積11,182平方公里，該地區的地震活動頻繁和低強度，2010年人口105,727，人口密度每平方公里9.46人。